# Tim Iroegbunam
Tim Iroegbunam, né le 30 juin 2003 à Birmingham, est un footballeur anglais qui évolue au poste de milieu de terrain à l'Everton FC.

## Biographie

### Carrière en club
Formé à West Bromwich Albion, il y côtoie notamment Louie Barry (en), qu'il retrouve ensuite dans le centre de formation d'Aston Villa.
Iroegbunam fait ses débuts professionnels avec les Villans le 26 février 2022, remplaçant Philippe Coutinho lors de la victoire 2-0 des hommes de Steven Gerrard à Brighton en Premier League. Il signe ensuite son premier contrat avec le club de Birmingham le 18 mars suivant, dans un accord allant jusqu'en juin 2027,.
Le 1er septembre 2022, il est prêté à Queens Park Rangers.

### Carrière en sélection
En juin 2022 il est sélectionné en équipe d'Angleterre pour prendre part à l'Euro des moins de 19 ans en 2022.
Titulaire lors de la compétition qui a lieu en Slovaquie, il atteint avec les Anglais la finale du championnat continental, après avoir battu l'Italie en demi-finale.

## Statistiques
| Saison                | Club                       | Championnat           | Championnat | Championnat | Championnat | Coupe nationale | Coupe nationale | Coupe nationale | Coupe de la Ligue | Coupe de la Ligue | Coupe de la Ligue | Compétition(s) continentale(s) | Compétition(s) continentale(s) | Compétition(s) continentale(s) | Compétition(s) continentale(s) | Total | Total | Total |
| Saison                | Club                       | Division              | M.          | B.          | P.d.        | M.              | B.              | P.d.            | M.                | B.                | P.d.              | Comp.                          | M.                             | B.                             | P.d.                           | M.    | B.    | P.d.  |
| 2021-2022             | Aston Villa                | Premier League        | 3           | 0           | 0           | -               | -               | -               | -                 | -                 | -                 | -                              | -                              | -                              | -                              | 3     | 0     | 0     |
| 2022-2023             | Aston Villa                | Premier League        | -           | -           | -           | -               | -               | -               | 1                 | 0                 | 0                 | -                              | -                              | -                              | -                              | 1     | 0     | 0     |
| 2023-2024             | Aston Villa                | Premier League        | 9           | 0           | 0           | 1               | 0               | 0               | -                 | -                 | -                 | C4                             | 5                              | 0                              | 0                              | 15    | 0     | 0     |
| Sous-total            | Sous-total                 | Sous-total            | 12          | 0           | 0           | 1               | 0               | 0               | 1                 | 0                 | 0                 | -                              | 5                              | 0                              | 0                              | 19    | 0     | 0     |
| 2022-2023             | Queens Park Rangers (prêt) | Championship          | 32          | 2           | 0           | -               | -               | -               | -                 | -                 | -                 | -                              | -                              | -                              | -                              | 32    | 2     | 0     |
| Sous-total            | Sous-total                 | Sous-total            | 32          | 2           | 0           | -               | -               | -               | -                 | -                 | -                 | -                              | -                              | -                              | -                              | 32    | 2     | 0     |
| 2024-2025             | Everton FC                 | Premier League        | 15          | 0           | 1           | 1               | 0               | 0               | 2                 | 0                 | 1                 | -                              | -                              | -                              | -                              | 18    | 0     | 2     |
| Sous-total            | Sous-total                 | Sous-total            | 15          | 0           | 1           | 1               | 0               | 0               | 2                 | 0                 | 1                 | -                              | -                              | -                              | -                              | 18    | 0     | 2     |
| Total sur la carrière | Total sur la carrière      | Total sur la carrière | 59          | 2           | 1           | 2               | 0               | 0               | 3                 | 0                 | 1                 | -                              | 5                              | 0                              | 0                              | 69    | 2     | 2     |

## Palmarès

### En sélection
- Angleterre -19 ans
  - Vainqueur du Championnat d'Europe en 2022.